# Chloris ekmanii
Chloris ekmanii är en gräsart som beskrevs av Charles Leo Hitchcock. Chloris ekmanii ingår i släktet kvastgrässläktet, och familjen gräs. Inga underarter finns listade i Catalogue of Life.